# Grandinia
Grandinia is een geslacht van schimmels uit de familie Hyphodontiaceae. De typesoort is Grandinia granulosa.  Later is deze soort overgeplaatst naar het geslacht Hyphodontia als Hyphodontia granulosa.

## Soorten
Volgens Index Fungorum bevat het geslacht 30 soorten (peildatum januari 2022):
| Soortnaam                    | Auteur(s)           | Publicatiejaar |
| ---------------------------- | ------------------- | -------------- |
| Grandinia accumulata         | Berk. & M.A. Curtis | 1868           |
| Grandinia arachnoidea        | Rick                | 1932           |
| Grandinia bondarzewii        | Bres.               | 1926           |
| Grandinia braunii            | Rick                | 1959           |
| Grandinia bresadolae         | P. Karst.           | 1898           |
| Grandinia ceracea            | Velen.              | 1922           |
| Grandinia cervina            | Lloyd               | 1922           |
| Grandinia cinereoviolacea    | Henn.               | 1903           |
| Grandinia clelandii          | Wakef.              | 1930           |
| Grandinia coriacea           | Peck                | 1874           |
| Grandinia dubiosa            | Speg.               | 1884           |
| Grandinia fuscolutea         | Ellis & Everh.      | 1895           |
| Grandinia lateritia          | Berk. & Broome      | 1873           |
| Grandinia lividocarnea       | Rick                | 1959           |
| Grandinia luteocinerea       | Rick                | 1959           |
| Grandinia membranacea        | Peck & Clinton      | 1880           |
| Grandinia microthelia        | Lév.                | 1844           |
| Grandinia mucida             | (Pers.) Fr.         | 1874           |
| Grandinia muelleri           | (Berk.) Pat.        | 1923           |
| Grandinia papulosa           | Berk. & Broome      | 1873           |
| Grandinia pileata            | Saut.               | 1876           |
| Grandinia polycocca          | (Mont.) Mont.       | 1850           |
| Grandinia pruinata           | Rick                | 1932           |
| Grandinia schweinitzii       | Bres.               | 1926           |
| Grandinia sordidissima       | Rick                | 1932           |
| Grandinia sulphurea          | Velen.              | 1922           |
| Grandinia sulphureo-ochracea | Henn.               | 1905           |
| Grandinia tabacina           | Cooke & Ellis       | 1881           |
| Grandinia taquarae           | Rick                | 1959           |
| Grandinia virescens          | Peck                | 1878           |